# Nanoroboty
Nanoroboty (nanoboty, nanity, nanomaszyny) są hipotetycznymi maszynami w zakresie wielkości 1.5-100 nanometrów, skonstruowanymi dzięki nanotechnologii w nanoskali z komponentów nanometrycznych.
Bardzo rzadko stosuje się inną definicję nanorobota. Jest to urządzenie, które pozwala na precyzyjną interakcję z obiektami w nanoskali. Taką definicję można przypisać zarówno małym robotom poruszającym się z nanometrową precyzją, jak i dużym urządzeniem, np. mikroskopowi sił atomowych.

## Obecny poziom nanorobotów
Nanomaszyny są obecnie w fazie badań, choć pewne prymitywne molekularne maszyny już przetestowano. Przykładem może być sensor posiadający przełącznik wielkości 1.5 nanometra, mogący liczyć specyficzne molekuły w próbce chemicznej. Na Uniwersytecie Rice jako ciekawostkę zademonstrowano jednomolekułowy samochód wytworzony w procesie chemicznym, mający koła z fulerenów. Uruchamiany jest on przez zmianę temperatury otoczenia i przez odpowiednie nakierowanie końcówki skaningowego mikroskopu tunelowego.

## Możliwe zastosowania
Jeżeli kiedykolwiek zostaną zbudowane nanomaszyny, będą mieć wiele zastosowań. W medycynie nanoroboty mogą być użyteczne do identyfikowania komórek nowotworowych i ich niszczenia, a wprowadzone do organizmu byłyby prawdopodobnie w stanie znacznie wydłużyć czas życia naszego gatunku likwidując inne zagrożenia życia (choroby genetyczne), a nawet zapewnić nam nieśmiertelność (nieustanie „naprawiając” DNA – lecz są to na razie jedynie hipotetyczne możliwości). Innym potencjalnym zastosowaniem jest detekcja toksycznych chemikaliów i pomiar ich koncentracji w środowisku.

## Nanity i fantastyka naukowa
Nanity często występują w powieściach, filmach i grach fantastyczno-naukowych. Autorzy wykorzystują je jako swego rodzaju wygodne wytłumaczenia niezwykłych właściwości bohatera lub sprzętu.

### W literaturze
- Rafał Kosik – Felix, Net i Nika oraz Teoretycznie Możliwa Katastrofa
- Edward M. Lerner(inne języki) – Następcy
- Tomasz Kołodziejczak – Kolory Sztandarów i Schwytany w Światła
- Jon Courtenay Grimwood – NeoAddix
- Richard Calder(inne języki) – Martwe Dziewczyny(inne języki)
- Jacek Dukaj – Perfekcyjna niedoskonałość
- John Brosnan – Inwazja Opoponaksów
- Michael Crichton – Rój
- Greg Bear – Pieśń Krwi
- David Weber, John Ringo - Imperium Człowieka
- Michael Crichton, Richard Preston - Micro
- Neal Shusterman - Kosiarze
- B.V. Larson - seria Star Force

W 1956, w krótkim opowiadaniu The Next Tenants Arthur C. Clarke po raz pierwszy opisał malutkie maszyny operujące w skali mikro. Pomimo różnicy w rozmiarach pomysł technologii opisanej w powieści jest ten sam co nanotechnologii.

### W telewizji
W serialu telewizyjnym Stargate SG-1 i Stargate: Atlantis, bohaterowie walczyli z wrogami stworzonymi z nanitów zwanymi Replikatorami.
W uniwersum Star Trek, Borg używali nanobotów do asymilowania form życia do Kolektywu.
W serialu Andromeda, nanobotów używano do m.in. do leczenia ludzi, naprawy sprzętu itp.
W serialu Ghost in the Shell, bohaterowie pożywiają się specjalnym pokarmem składającym się z glutenu i nanomaszyn które mają konserwować ich organiczne i mechaniczne części ciał.
Pojawiają się w serialach animowanych Transformers: Rescue Bots, Generator Rex.
W filmie Ja, robot, nanobotów używano do niszczenia wadliwych pozytronowych mózgów robotów mających pomagać ludziom.
W filmie G.I.Joe, nanity są użyte jako broń zagłady.

### W grach
W serii gier komputerowych Metal Gear Solid Hideo Kojima, nanoroboty są implantowane personelowi wojskowemu aby mogli oni przesyłać elektronicznie polecenia bezpośrednio do maszyn, komunikować się ze sobą, czy podawać leki do swych ciał. Nanomaszyny grają również rolę tajnej broni, którą posługuje się tajne stowarzyszenie „Patrioci”. Zamierza ono stworzyć podległe sobie społeczeństwo. Nanoroboty cenzurują wiedzę oraz modyfikują zachowania nosicieli pozwalając tworzyć Patriotom prywatną armię.
W grze Deus Ex i jej kontynuacji, nanoboty służą do tworzenia biomodów, wspomagających gracza jako np. Tarcza Oporu Kinetycznego. równocześnie DE: Invisible War zaczyna się atakiem terrorystycznym z użyciem nanobotów.
W grze RTS Perimeter, cała cywilizacja opiera się na nanotechnologii, nanoboty terraformują ziemię, a jednostki można przekształcać z jednej w drugą.
W grze Sword of The Stars nanity są używanie zarówno do terraformowania planet, jak i do sabotażu kolonii wroga.
W grze Nexus – The Jupiter Incident, Mechanoidzi są tworami nanotechnologicznymi, wyposażonymi w Sztuczną Inteligencję.
W OGame fabryka nanitów odpowiedzialna jest za produkcję oraz serwis nanorobotów, które przyspieszają budowę wszelkich struktur naziemnych i statków kosmicznych, oraz umożliwiają terraformowanie planet.
W serii gier Crysis występuje techniczny egzoszkielet tzw. „Nano Muscle Suit” skonstruowany dzięki nanotechnologii, który jest wyposażony w nanoroboty przez co osoba go posiadająca może szybciej się poruszać oraz zyskać większą siłę.
W grze Stellaris  jako zasób strategiczny oraz jako kryzys galaktyczny (tu w formie samoświadomego, zbiorowego umysłu-roju)
W grze Plauge inc. tzw. "nano-wirus" stał się nieokiełznaną zarazą. Zadaniem gracza, jest rozprzestrzeniać zarazę i ewoluować, ostatecznie doprowadzając do wytępienia życia na Ziemi.